# 안성 동촌리 효우당 이종검 정려문
안성 동촌리 효우당 이종검 정려문(安城東村里孝友堂李宗儉旌閭門)은 경기도 안성시 서운면 동촌리에 있는 정려문이다. 2002년 2월 19일 안성시의 향토유적 제44호로 지정되었다.

## 개요
효우당(孝友堂) 이종검(李宗儉) 선생 정려는 조선초기의 문신인 선생을 추모하기 위해 1804년에 하사한 것으로 현재 맞배지붕 형태이다. 
이종검 선생의 호는 쌍계(雙溪)이고, 본관은 영천으로 조부(祖父)는 고려 말 보문각 대제학(寶文閣 大提學), 판도판서(版圖判書)를 지내다가 고려가 쇠망하자 지금의 경기도 용인시 양지면 주북리 유림동 932번지로 낙향한 남곡(南谷) 이석지(李釋之) 선생이고, 부친은 집현전 직제학을 지낸 이안직(李安直) 선생이다. 
1429년에 종제(從弟)인 이보흠(李甫欽) 선생과 함께 급제하였고, 예문관 검열(檢閱)로써 태종실록 편찬에 기사관(記事官)으로 참여했으며, 지평 • 사간원 좌사간(左司諫) 등을 역임했다. 묘소는 남곡재(南谷齋) 사당이 있는 곳에서 서남쪽으로 약 3km 지점에 있다. 효우라는 당호(堂號)는 그의 효성이 지극하다는 말을 듣고 문종이 특별히 내려준 것이라고 한다. 
1800년에 유생 김종진(金鍾眞) 선생 등이 절손된 사육신(死六臣)과 단종(端宗)을 위해 충성한 이보흠(李甫欽) 선생의 제사를 받들게 하고, 단종을 위해 절개를 지킨 이종검 선생과 이지활(李智活)선생의 절의를 표창하자는 상소를 했으며, 이러한 사실은 미암 유희춘(眉巖 柳希春)선생이 쓴 미암일기(眉巖日記)와 용인읍지(龍仁邑誌) 등에 실려 있다.

## 참고 문헌
- 서운 동촌리 효우당 이종검 정려문 - 안성문화관광 - 시지정문화재